# علاقات الأردن الخارجية

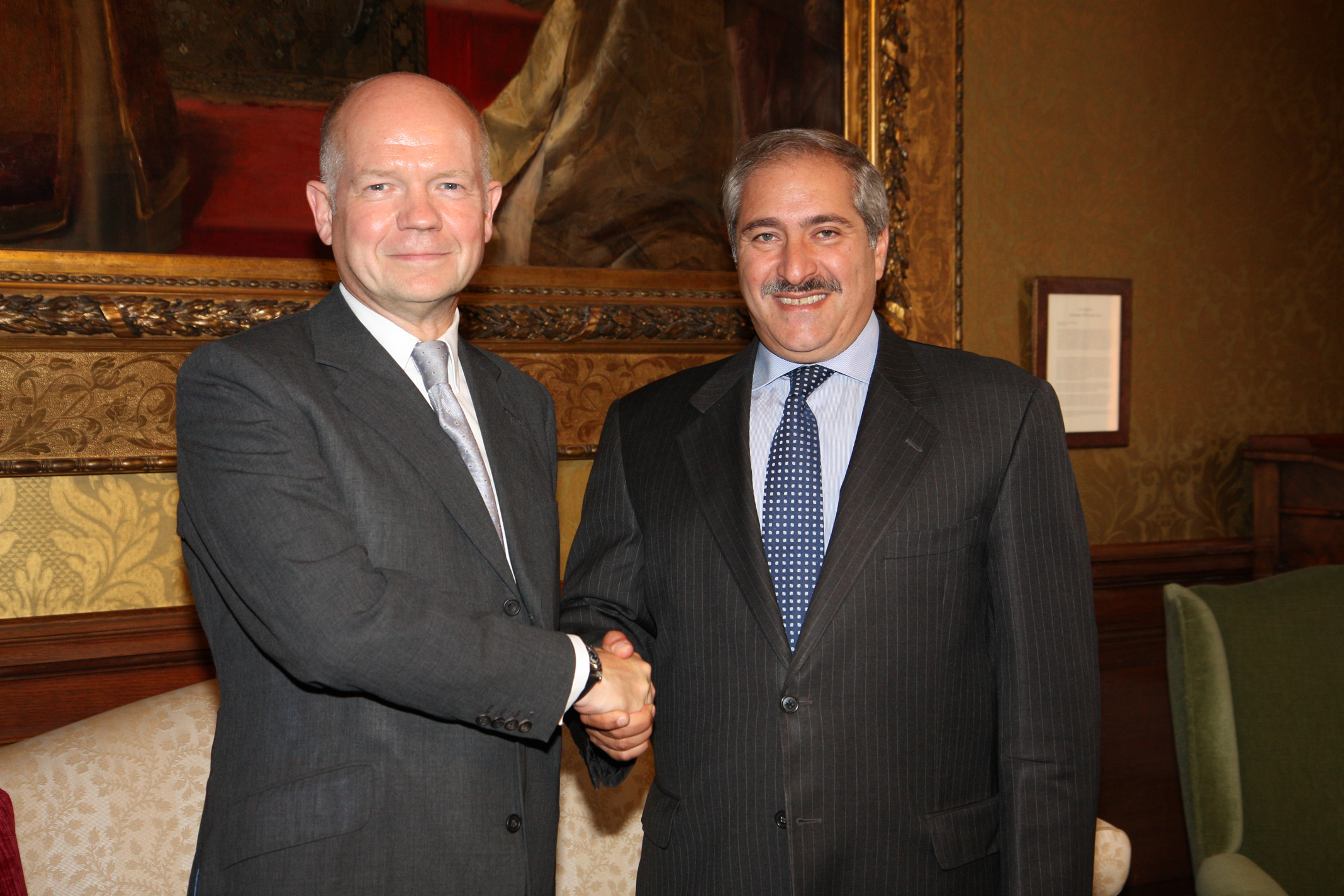
ترتبط المملكة الأردنية الهاشمية بالمملكة المتحدة بعلاقات وطيدة.

علاقات الأردن الخارجية (بالإنجليزية: Foreign relations of Jordan)‏ تُعتبر سياسة الأردن الخارجية بشكل عام معتدلة نوعا ما، لكنها أقرب للغرب - حيث أرتبط تاريخيا بعلاقات وثيقة مع الولايات المتحدة والمملكة المتحدة. تضررت هذه العلاقات في بداية تسعينات القرن الفائت عندما أعلن الأردن حياده في حرب الخليج، والحفاظ على العلاقات مع العراق، مما أدى أيضا إلى تدهور في العلاقة لعدة سنوات مع بعض الدول العربية، خاصة بعد الغزو العراقي للكويت. بشكل عام واصلت الأردن الدعوة إلى رفع الحصار الدولي المفروض على العراق. مع نهاية الحرب بدأت العلاقات تعود بين الأردن والدول الغربية شيئا فشيئا، عن طريق مشاركة الأردن في عملية السلام في الشرق الأوسط، والمساعدة في تنفيذ العقوبات الدولية المفروضة على النظام في العراق.
تربط الأردن علاقة استثنائية بالسلطة الفلسطينية، حيث يُعتبر الأقرب للفلسطينيين تاريخيا - خاصة بعد أن كانت الضفة الغربية تتبع للمملكة الهاشمية لمدة تزيد عن 38 سنة حتى قرار فك الارتباط عام 1988. وهو في ذات الوقت البوابة الوحيدة حاليا للاقتصاد الفلسطيني مع العالم الخارجي. كما تتواجد مقرات كثيرة تابعة لمنظمة التحرير في عمّان - بحكم التداخل التاريخي بين الشعبين والتواجد الفلسطيني الرسمي في المملكة منذ عشرات السنين - والتي سبق لها أن شاركت بوفد مشترك مع الأردن في مؤتمر مدريد 1991. أما بالنسبة للصراع العربي الإسرائيلي، فكانت الأردن طيلة عقود تُعتبر من دول المواجهة مع إسرائيل، وكانت العلاقات عدائية بين الجانبين - رغم وجود بعض العلاقات الرسمية السرية، حيث كانت معظم العمليات الفدائية تنطلق من الأردن قبل أحداث أيلول عام 1970 بين الحكومة الأردنية ومنظمة التحرير الفلسطينية، بالإضافة إلى أن الأردن قد خاض ثلاثة حروب مع إسرائيل، كان منها إثنتان بشكل مباشر. استمرت حالة العداء هذه بين الجانبين حتى توقيع معاهدة السلام الأردنية الإسرائيلية في وادي عربة عام 1994، حيث أن الحكومة الأردنية هي واحدة من ثلاثة أعضاء من 22 دولة عضو في جامعة الدول العربية أقامت علاقات دبلوماسية مع إسرائيل، بالإضافة لكلا من الحكومتين المصرية والفلسطينية.
أما بالنسبة لباقي العلاقات مع الجوار، فللمملكة علاقات متينة بكل من سوريا ومصر والمملكة العربية السعودية. لكنها مرت بمرحلة من الشد والجذب خلال العقود الماضية - منذ أن أسست مع هذه الدول ودول عربية أخرى، الجامعة العربية عام 1946. يحاول الأردن بشكل عام لعب دور المعتدل في المنطقة، وهو ماينسجم مع رؤية العديد من الدول ذات الدور الإقليمي، وخاصة تركيا. ويتباعد في نفس الوقت إلى حد ما عن اللاعب الإقليمي الآخر في المنطقة، وهو إيران، حيث ما لبثت العلاقات الثنائية أن تدهورت بشكل كبير اثر إعلان الحرب العراقية الإيرانية عام 1980 ووقوف الأردن إلى جانب العراق، لكنها بدأت تعود تدريجيا إلى طبيعتها منذ منتصف التسعينات. نتيجة لهذا الموقف، يقوم البنك الدولي بتخصيص ميزانية سنوية لدعم الحكومة الأردنية، كذلك تقوم الولايات المتحدة سنويا بتخصيص ما مقداره 360 مليون دولار من ميزانيتها للأردن، إزدادت مائة مليون إضافيا بعد أحداث الربيع العربي عام 2011. كذلك تقوم دول الخليج العربية والإتحاد الأوربي واليابان والصين بدعم الاقتصاد الأردني سواء عبر الاستثمارات الكبرى والتبادل التجاري أو بتخصيص معونات بين فترة وأخرى لدعم المشاريع التنموية في البلاد.
يشارك الأردن بشكل فعال في قوات حفظ السلام الدولية المنتشرة في جميع أنحاء العالم، حيث تصدر قائمة الدول المشاركة في القوات الدولية من حيث حجم المشاركة. كما أنه يشارك أيضا في محادثات السلام المتعددة الأطراف في إطار الاتحاد الأوروبي، في عام 1996 توصلت الولايات المتحدة والأردن إلى اتفاق جعل الأردن حليف رئيسي خارج الناتو. وقد تم مؤخرا توقيع اتفاقا للتجارة الحرة مع الولايات المتحدة. الأردن عضوا نشط في الأمم المتحدة والهيئات التابعة لها. وتشمل منظمة الأغذية والزراعة (اختصارا فاو:FAO), الوكالة الدولية للطاقة الذرية (اختصارا IAEA), ومنظمة الصحة العالمية (اختصارا WHO), بالإضافة لكون الأردن عضوا في البنك الدولي، صندوق النقد الدولي (اختصارا IMF), منظمة المؤتمر الإسلامي (اختصارا OIC), حركة عدم الانحياز، وجامعة الدول العربية.
أما بالنسبة لعلاقة المملكة بالمعسكر الشرقي بشكل عام، فقد كان يسودها الفتور في أغلب الأحيان - وخاصة مع الإتحاد السوفيتي ومن ثم روسيا لاحقا، لكنها تحسنت كثيرا في الوقت الحاضر من خلال التعاون العسكري وفي مجالات بحوث الطاقة النووية والسياحة وغيرها.
وبهذا، يسجل للسياسة الأردنية الخارجية بشكل عام أنها خطت طريق التوازن في العلاقات مع المحيط العربي والدولي، وهذا دليل على أن الانفتاح الأردني بدأ يتحرك إلى التوازن في العلاقات وعدم التقوقع في إطار محور «الاعتدال» والاعتماد على الدعم الأمريكي. السير خطوات تجاه بعض الدول العربية، سبقه أيضا انفتاح على حركة حماس وهذا يدل أيضاً على أن مسار السياسية الخارجية يُرسم بدقة وموضوعية وبما تقتضيه المصالح الأردنية العليا. فلم يعد للأردن، الذي لم يكن لها أي مصلحة في معاداة أي طرف عربي، يقف في خندق مقابل خندق عربي آخر.
يشار بالذكر إلى أن الأردن عضو مؤسس لجامعة الدول العربية، ومنظمة المؤتمر الإسلامي،  وعضو في منظمة التجارة العالمية، 
الصندوق العربي للإنماء الاقتصادي والاجتماعي،
صندوق النقد العربي، صندوق النقد الدولي، المحكمة الجنائية الدولية
،
منطقة التجارة العربية الحرة الكبرى، 
لجنة الأمم المتحدة الاقتصادية والاجتماعية لغرب آسيا،
سياسة الجوار الأوروبية
الأمم المتحدة.
كما أن الأردن يتمتع بوضع متقدم مع الأتحاد الأوروبي. إنضم الأردن مؤخرا إلى منظومة مجلس التعاون الخليجي، وكان سابقا أحد أعضاء مجلس التعاون العربي.
وقد وقع الأردن اتفاقية إقامة منطقة التبادل التجاري الحر بين الدول العربية، تاريخ 25/2/2004 تنفيذا اً لإعلان أغادير الذي وقعه كل من الأردن، تونس، المغرب، ومصر في 8/5/2001, والتي تهدف إلى إقامة منطقة للتبادل الحر في مرحلة أولى بين الدول الأطراف تدريجيا، مع السماح بانضمام دول عربية أخرى. رحب الأردن بمبادرة الاتحاد من اجل المتوسط والتي أطلقها الرئيس الفرنسي نيكولا ساركوزي، وذلك في اطار حرصه على انجاح كافة الجهود الرامية إلى تعزيز العلاقات الاورو- متوسطية. وتبعا لذلك فقد شارك الأردن في قمة باريس بتاريخ 13/7/2008.

## العلاقات الثنائية

### بروناي
في مايو 2008، زار الملك عبد الله الثاني بروناي، لتعزيز العلاقات بين الأردن ودولة في جنوب شرق آسيا، فضلا عن مناقشة القضايا التي تواجه العالم الإسلامي. جنبا إلى جنب مع سلطان بروناي دار السلام ووقع عبد الله الاتفاقيات وضعت لتعزيز التعاون في مجالات السياحة والدفاع والمجالات الاقتصادية.

### قبرص
قبرص تمثل نفسها دبلوماسيا في الأردن من خلال سفارتها في دمشق (سوريا) وقنصلية فخرية في عمان. ويمثل الأردن نفسه دبلوماسيا عن طريق سفارته في أثينا (اليونان), والأردن لديه قنصلية فخرية في نيقوسيا. ومن الجدير بالذكر ان كلا البلدين أعضاء في اتحاد من اجل المتوسط.

### الدنمارك
لدى الدنمارك سفارة في عمان، ويمثل الأردن نفسه دبلوماسيا في الدنمارك عن طريق سفارته في بون، ألمانيا. ويوجد أيضا قنصلية فخرية أردنية في الدنمارك.

### الكرسي الرسولي
اقامت الدولتان العلاقات الدبلوماسية في عام 1994. والكرسي الرسولي لدى السفارة البابوية في عمان. الأردن لديها سفارة في روما. حافظت الكرسي الرسولي علاقات جيدة نسبيا مع الأردن. اسم البلاد يأتي من نهر الأردن، وهو أمر مهم للمسيحيين لأنه كان المكان الذي عمد السيد المسيح على يد يوحنا المعمدان. رجال الدين المسيحي في مختلف العالم العربي لديهم خلفية الأردنية، مثل مارون لحام في تونس وفؤاد الطوال في فلسطين.

### الهند
وقعت جمهورية الهند والمملكة الأردنية الهاشمية الأول اتفاقهما الثنائي للتعاون والعلاقات الودية في عام 1947، والتي جرى تشكيلها رسميا في عام 1950 عندما أصبحت الهند جمهورية ديمقراطية ذات سيادة. ذكرت وزارة الشؤون الخارجية في حكومة الهند في أغسطس 2011 أن "الهند والأردن لها علاقات دافئة جدا، ودية وتعاونية. ويحدونا الأمل في أن علاقة متبادلة المنفعة القائمة سوف تعمق وتعزز في الأيام المقبلة.' السياح الهنود زاروا الأردن بأعداد كبيرة في عام 2010، مع ما يقرب من 51,000 زائر. وبصرف النظر عن هذا والعسكرية والثقافية والتبادلات الاقتصادية بين البلدين على نطاق واسع. نقلا عن وزارة الخارجية الهندي، "وكانت الهند أكبر شريك صادرات، وتاسع أكبر شريك استيراد الأردن في عام 2008. وبلغ حجم التبادل التجاري بين البلدين في الولايات المتحدة 1785000000 $ في عام 2008 بلغت واردات أي في الأردن من الهند بنحو 503 ملايين $ الولايات المتحدة في عام 2008 في حين بلغت صادراتها إلى الهند في الولايات المتحدة 1283000000 $ في عام 2008. موقف الهند في عام 2009 هو الثالث والخامس عشر على التوالي حيث بلغ حجم التبادل التجاري بين البلدين في 983,000,000 الولايات المتحدة $ في عام 2009 أي بلغت صادرات الهند إلى الأردن في عام 2009 في الولايات المتحدة 297 مليون $ في حين وبلغت قيمة الواردات بنحو 686,000,000 $. وفي عام 2010، بلغ حجم التجارة بين الهند والأردن في الولايات المتحدة 1.16 مليار $ أي بلغت صادرات الهند إلى الأردن في 382 مليون الولايات المتحدة $ في عام 2010 في حين ارتفعت الواردات لتصل قيمتها إلى الولايات المتحدة 783 مليون $ في عام 2010.' كما أن الأردن عضو في حركة عدم الانحياز وبذلك تكون قد أقامت علاقات وثيقة مع الهند.

### الاتحاد الأوروبي
في إطار الاتحاد الأوروبي يعود تاريخ تأسيس العلاقات الدبلوماسية بين الأردن والاتحاد الأوروبي إلى عام 1977، حيث شهد ذلك العام توقيع اتفاقية التعاون التي دخلت حيز التنفيذ عام 1978. ويتألف الإطار الذي تنتظم داخله العلاقات الثنائية ومتعددة الأطراف بين الأردن والاتحاد الأوروبي بعدة أمور تبدأ من الشراكة اليورو متوسطية التي تم إطلاقها خلال المؤتمر اليورو متوسطي الذي عقد في برشلونة عام 1995 لإرساء سياسة طموحة ذات أهداف بعيدة المدى بهدف تدعيم التعاون بين الاتحاد الأوروبي من جهة ودول حوض البحر المتوسط من جهة أخرى، على أساس ثلاثة محاور تضمنها إعلان برشلونة وهي الشراكة السياسية والأمنية، الاقتصادية والمالية. والشراكة في الشؤون الاجتماعية، الثقافية والإنسانية.
بالإضافة إلى اتفاقية الشراكة الأردنية - الأوروبية، وسياسة الجوار الأوروبي. الأولى اتفاقية توفر إطاراً شاملاً للأبعاد الاقتصادية والسياسية والاجتماعية للتعاون الثنائي بين الأردن والاتحاد الأوروبي التي وقعت بتاريخ 24/11/1997 ودخلت حيز التنفيذ بتاريخ 1/5/2002، لتحل بذلك محل اتفاقية التعاون لعام 1977. وهدف هذه الاتفاقية إقامة منطقة تجارة حرة بين الجانبين، تهيئة إطار شامل للتعاون السياسي والاجتماعي والمالية وزيادة النمو الاقتصادي. والثانية (سياسة الجوار الأوروبي) وهدفها خلق سياسة للشراكة الطموحة مع البلدان المجاورة، حيث تتيح للدول المجاورة للاتحاد الأوروبي فرصة الحصول على حصة في السوق الداخلي للاتحاد وتمهد الطريق للمزيد من التكامل والتحرير الاقتصادي، وذلك مقابل إحداث تقدم فعلي في هذه الدول والتطبيق الفعال للإصلاحات السياسية والاقتصادية والمؤسسية. وقد وضع أساس هذه السياسة المفوضية الأوروبية في إعلانها حول أوروبا الأوسع في آذار 2003.

### العراق
وعلى الرغم من الأزمات الدورية من الثقة والاستياء العراقي على علاقات الأردن الوثيقة مع صدام حسين، تمكنت البلدين لاقامة علاقات عميقة، في الواقع، اتخذ الأردن الصدارة بين الدول العربية للقيام بذلك. في مواجهة الهجمات المتكررة والتهديدات، حافظت الأردن وجود دبلوماسي قوي في بغداد. وكان الأثر الاقتصادي للأزمة العراق في الأردن مختلطة. الأردن استفاد كثيرا من بمثابة «بوابة» للعراق للحكومات وعمال الإغاثة والمقاولين ورجال الأعمال، والعقارات، وقطاعات الخدمات المصرفية والمزدهر، وانها تقف لجني المزيد من الفوائد من زيادة التجارة والنقل إذا ما تطلب الوضع في العراق تحسين. ومع ذلك، مع سقوط نظام صدام حسين، وخسر الأردن الإعانات النفط كبيرة وشحنات العرفية التي تلقتها من العراق.
وخلافا للعديد من الدول المجاورة للعراق آخر، يمكن للأردن أن يدعي تأثير متواضع فقط إزاء التطورات في العراق. لديه المملكة قدرات الاستخبارات البارزة وجها لوجه العراق، ويقال أنها ساعدت الولايات المتحدة في تعقب وقتل، زعيم تنظيم القاعدة في العراق أبو مصعب الزرقاوي. على الرغم من أن بعض الأردنيين تسليط الضوء على وصلات القبلية والعائلية عبر الحدود مع العرب السنة العراقيين، فإنها تتضاءل بالمقارنة مع تلك في الضفة الغربية ولبنان وسوريا. أهم الوسائل للتأثير في الأردن هو احتضانها للجالية عراقية كبيرة والمتغيرة باستمرار، ومعظمهم من أصل عربي سني.

### إيران
العلاقات الأردنية الإيرانية تبقى متباينة المواقف السياسية والاستراتيجية بين البلدين. فالأردن حليف للولايات المتحدة والغرب ولديه معاهدة رسمية مع إسرائيل، ويعترف بالسلطة الفلسطينية ومنظمة التحرير ممثلا شرعيا ووحيدا للفلسطينيين، فيما إيران حاليا على تصادم مع الغرب وعداء مع إسرائيل، وهي تدعم حركة «حماس» على حساب السلطة الفلسطيني. وبمعنى أخر الأردن تقف في صف المحور المسمى محور الاعتدال في المنطقة، فيما إيران تنتمي إلى ما يسمى محور الممانعة.

### إسرائيل
كان للأردن وإسرائيل علاقات رسمية منذ عام 1994، بعد أن قام قادة البلدين بتوقيع معاهدة سلام فيما بينهما. وقع الأردن اتفاقية عدم عداء مع إسرائيل (إعلان واشنطن) في واشنطن العاصمة بتاريخ 25 تموز/يوليو 1994. وتبعها بتوقيع معاهدة سلام تاريخية في 26 أكتوبر 1994, بين الأردن وإسرائيل. بحضور الرئيس كلينتون، يرافقه سكرتيره وارين كريستوفور.
وقد شاركت الولايات المتحدة كلا من الأردن وإسرائيل في مناقشات متعلقة بالتنمية في البلدان الثلاثة، طرحت خلالها قضايا رئيسية متعلقة بتقاسم المياه، مشاريع البنية التحتية؛ قضايا تجارية، مالية، ومصرفية، بالأضافة إلى مسائل أمنية والتعاون على تطوير أخدود وادي الأردن. بالمقارنة مع الدول العربية الأخرى تعتبر علاقات الأردن بإسرائيل أفضل نوعا ما. لكن جرت هناك صدامات دبلوماسية بين البلدين وترت العلاقات. مثلا الأعمال الاستفزازية التي تقوم بها إسرائيل ضد المسجد الاقصى.

### كوريا الجنوبية
وقد كان لجمهورية كوريا والأردن علاقات رسمية منذ 26 يوليو 1962. وانظر بين كوريا الجنوبية والأردن إحصاءات التجارة من عام 2007 إلى عام 2012.

### كوسوفو
المعترف بها الأردن استقلال جمهورية كوسوفو في 7 يوليو 2009. الأردن بدعم كوسوفو في محكمة العدل الدولية فتوى العدل على إعلان استقلال كوسوفو في ديسمبر 2009. أنشأت الأردن وكوسوفو علاقات دبلوماسية كاملة في 5 يونيو 2013.

### الكويت
ضعفت علاقات الكويت مع الأردن خلال حرب الخليج بسبب موقف الأردن مع العراق. ومع ذلك، فإن البلدين قد قررت على ما يبدو لدفن الماضي. الملك عبد الله الثاني وأمير دولة الكويت نعمل على استعادة العلاقات الجيدة ومواصلة تعزيزها.

### ماليزيا
الأردن لديها سفارة في كوالا لمبور، وماليزيا لديها سفارة في عمان. العلاقات بين البلدين بشكل رئيسي في الشؤون الاقتصادية والإسلامية.

### المكسيك
تم تأسيس العلاقات الدبلوماسية بين البلدين في 9 تموز عام 1975.
- الأردن لديها سفارة في مكسيكو سيتي.[51]
- المكسيك لديها سفارة في عمان.[52]

### باكستان
أشكال أولية ومبدئية من باكستان والأردن الاتصال يمكن تأريخه في أقرب وقت حتى 1970 و1980، على الرغم من أن الجمعيات قد ارتفعت على ارتفاعات أكثر حزما منذ منتصف 1990 حتى عام 2000. وفي عام 2001، أنجزت بعض القادة الباكستانيين البارزين بزيارة إلى عمان حيث ناقش مع قادة الأردن حول تعهد التكتلات واسعة النطاق. في مدة الاتفاقية، وكان ملك الأردن أشاد بما وصفه ب «عمق العلاقات القوية والتاريخية» بين البلدين، وأكد حرص الأردن على تعزيز علاقاتها مع باكستان لصالح الشعبين.

### روسيا
روسيا لديها سفارة في عمان، في حين أن الأردن لديه سفارة في موسكو. وكلا البلدين اقاما علاقات دبلوماسية يوم 20 أغسطس، 1963.

### سوريا
تقلبت العلاقات بين الأردن وسوريا على نطاق واسع بين علاقات دبلوماسية طبيعية والمواجهة المسلحة كاملة. في بعض الأحيان، وقد حاولت كل جانب لتخريب الآخر، ودعمت وتوفير ملجأ لجماعات المعارضة الداخلية الآخر.

### المملكة المتحدة
العائلة المالكة لديها علاقات وثيقة مع بريطانيا - والدة الملك عبد الله الأميرة منى هي بريطانية المولد والملكة نور لديه منزل ريفي في بيركشاير. الأردن لديها علاقات جيدة مع القوات المسلحة البريطانية، مع زيارات منتظمة والدورات التدريبية مثل ممارسة البشتون المغوار 2013.

### الولايات المتحدة
وتسعى سياسة الولايات المتحدة لتعزيز التزام الأردن بالسلام والاستقرار والاعتدال.
- الأردن لديها سفارة في واشنطن العاصمة.[55]
- الولايات المتحدة لديها سفارة في عمان.[56]

 تتضمن هذه المقالة مواد في الملكية العامة خاصة في وزارة الخارجية الأمريكية موقع http://www.state.gov/r/pa/ei/bgn/index.htm (Background Notes).

## وصلات خارجية
- معاهدة السلام الأردنية الإسرائيلية ويكي مصدر
- العلاقات الأردنية - الأميركية - موقع وزارة الخارجية الأردنية
- الأردن والاتحاد الأوروبي -موقع وزارة الخارجية الأردنية
- الخطة الإستراتيجية -وزارة الخارجية الأردنية
- اتفاقية الكويز -الجزيرة
- العلاقات الأردنية الإيرانية تراوح مكانها -الجزيرة
- الأردن وإيران.. هل ينتهي «الجمود»؟2/1 -صحيفة الغد الأردنية